# Edmund Massau

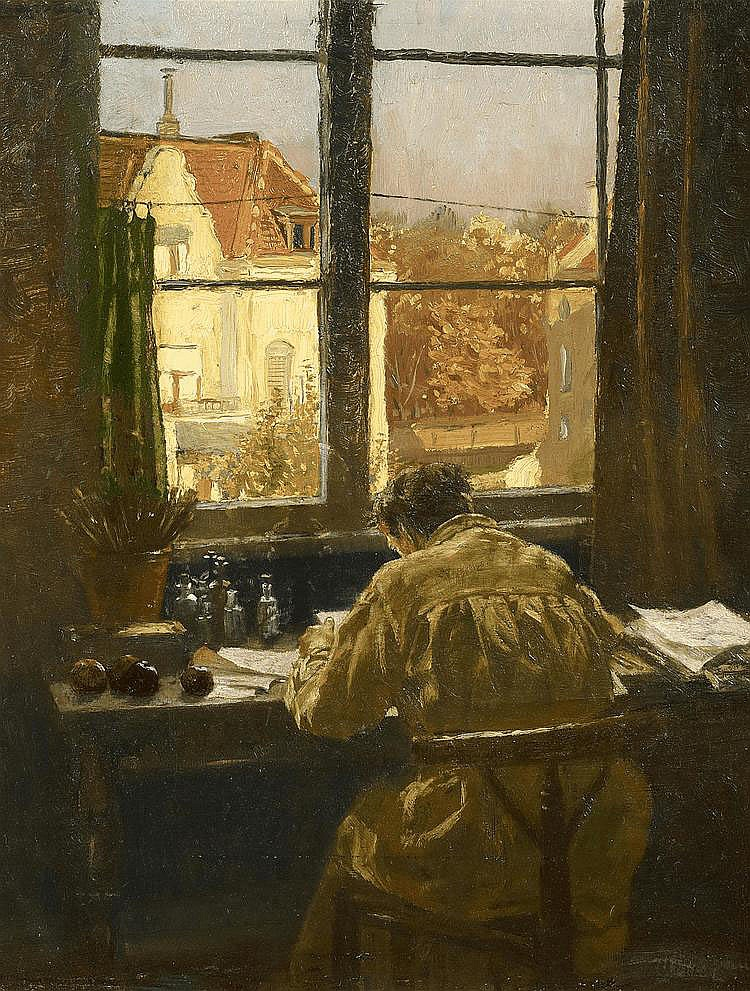
Am Atelierfenster, um 1900

Ballon-Aufstieg auf dem Hans-Sachs-Platz, Herbst 1913

Edmund Massau (* 16. November 1860 in Düsseldorf; † 1935 ebenda) war ein deutscher Landschafts-, Figuren- und Historienmaler der Düsseldorfer Schule.

## Leben
Massau war ein Schüler seines Vaters, des Kupferstechers Franz Paul Massau. Er studierte an der Königlich Preußischen Akademie in Düsseldorf unter Wilhelm Sohn, Peter Janssen dem Älteren und Eduard von Gebhardt. Er beschäftigte sich hauptsächlich mit der Landschaftsmalerei und wurde, wie auch sein Vater, Mitglied des Düsseldorfer Malkastens. Von großer künstlerischer Reife zeugen insbesondere seine Waldungen darstellenden Gemälde. Massau lebte in Düsseldorf unter der Adresse Graf-Recke-Straße 22.